# Hierodula
Hierodula — багатий видами рід богомолів Старого Світу. Основний ареал охоплює Південно-Східну Азію та Австралію.

## Опис
Великі богомоли, зазвичай види мають зелені та бурі морфи. Голова широка, фасеткові очі округлі, виступають не сильно. Передньогруди з ввиразним звуженням. На передніх стегнах по 4 зовнішніх та дискоїдальних шипів. Надкрила в самиць і самців вкривають черевце до кінця, або навіть довше. Задні крила прозорі. Церки циліндричні або конічні.

## Спосіб життя
Хижі комахи, що полюють з засідки в кроні дерев, чагарників, високої трав'яної рослинності.

## Таксономія
Рід виділений 1878 року німецьким ентомологом Германом Бурмайстером. Назва роду походить від «ієродула», служник храму або храмова повія в Стародавній Греції.
Типовий вид — Hierodula membranacea Burmeister.
Містить більше 100 видів, через що потребує термінової таксономічної ревізії.

## Різноманіття та біогеографія
Види роду поширені в Південній Азії, Східний Азії та Австралазії. В Європі єдиний вид — H. transcaucasica, відомий з півдня України (Крим, Херсонська область) та Росії (Північний Кавказ).
У 2020 році було повідомлено про виявлення іншого виду, східноазійського H. patellifera на півдні Франції принаймні з 2013 року, а також на півночі Італії.

## Значення для людини
Низку видів роду Hierodula вживають у їжу в деяких країнах Азії. Зокрема, богомолів H. coarctata їдять у штаті Нагаленд Індії. Богомоли та оотеки H. patellifera використовуються у їжу в Китаї та як засіб народної медицини в Японії, Кореї та Китаї. У китайській традиційній медицині також готують засоби з імаго H. saussurei. Богомолів H. sternosticta споживають на островах Тробріанд.
Деякі види зображено на марках, зокрема H. venosa та H. patellifera.

## Галерея

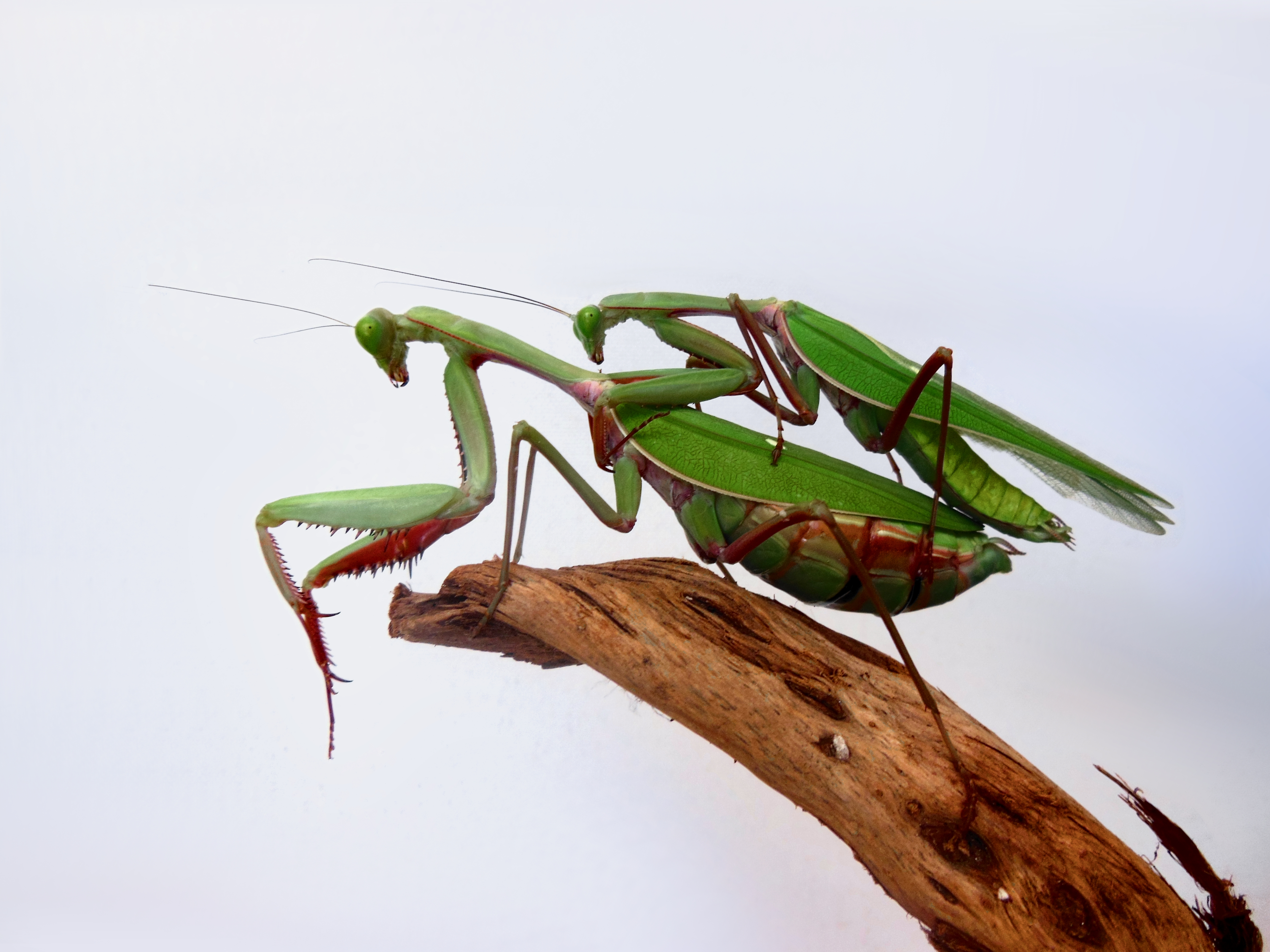
Hierodula majuscula, Австралія
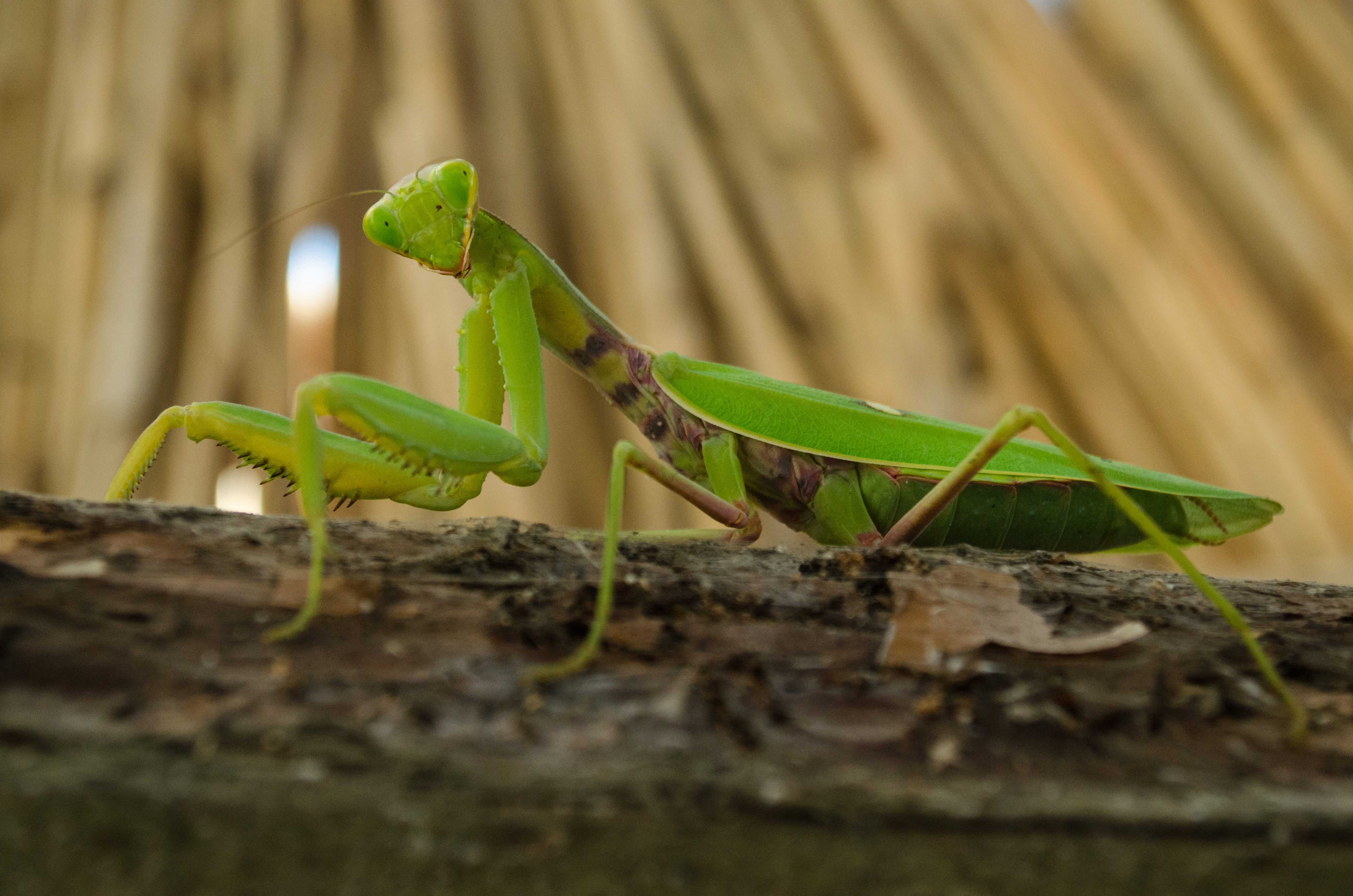
Hierodula transcaucasica, Джарилгач, Україна
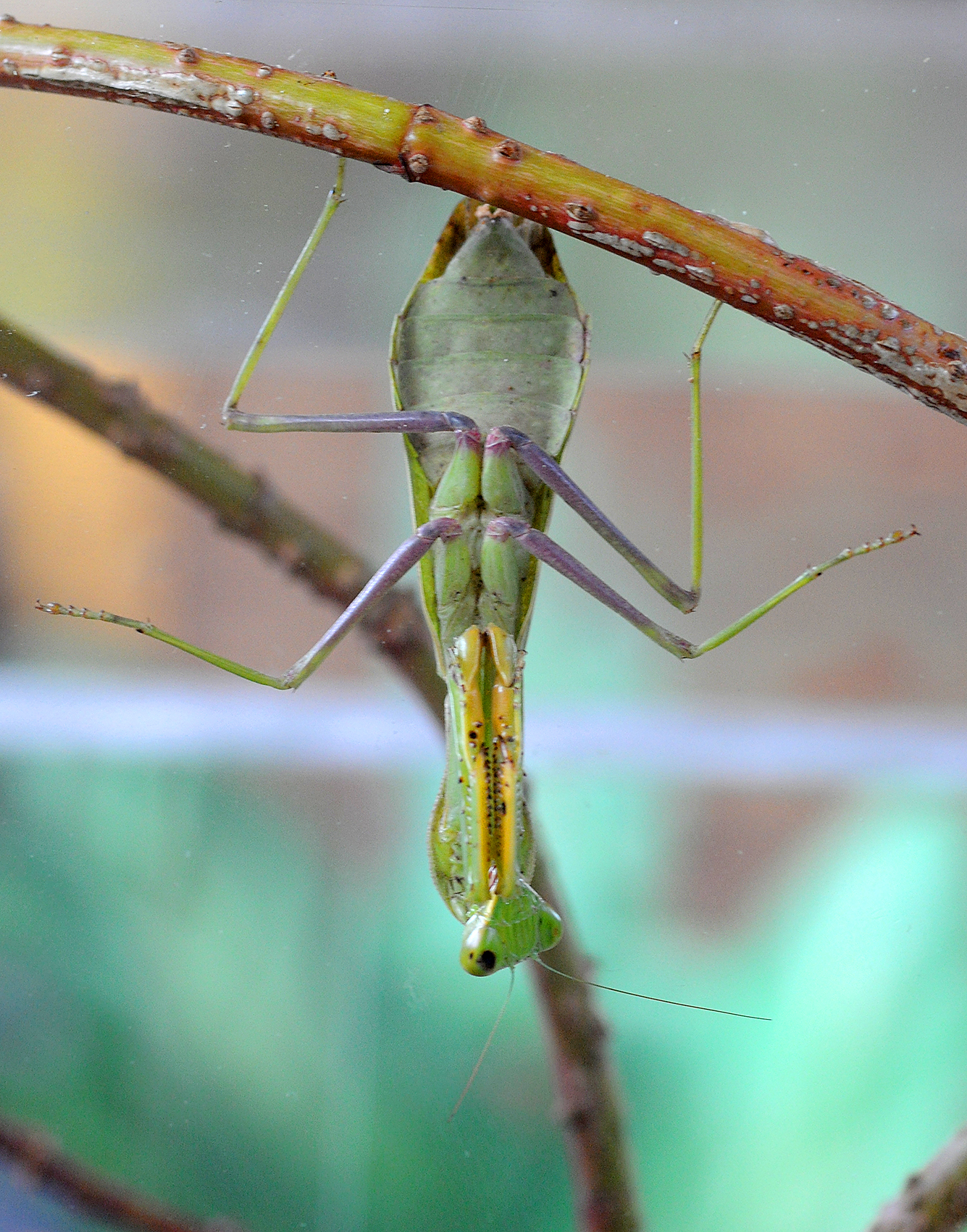
Hierodula membranacea, Індія
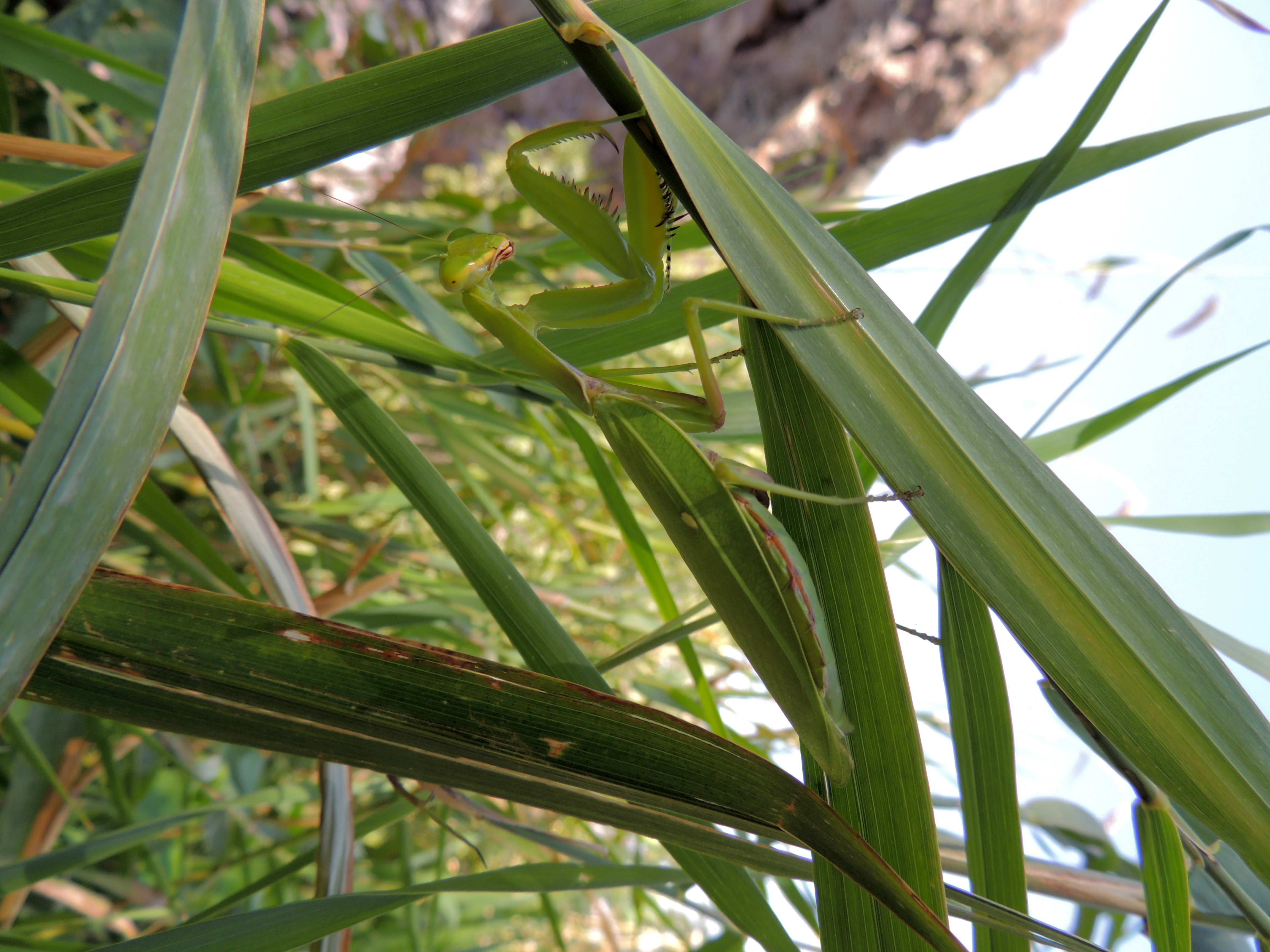
Hierodula tenuidentata, Казахстан
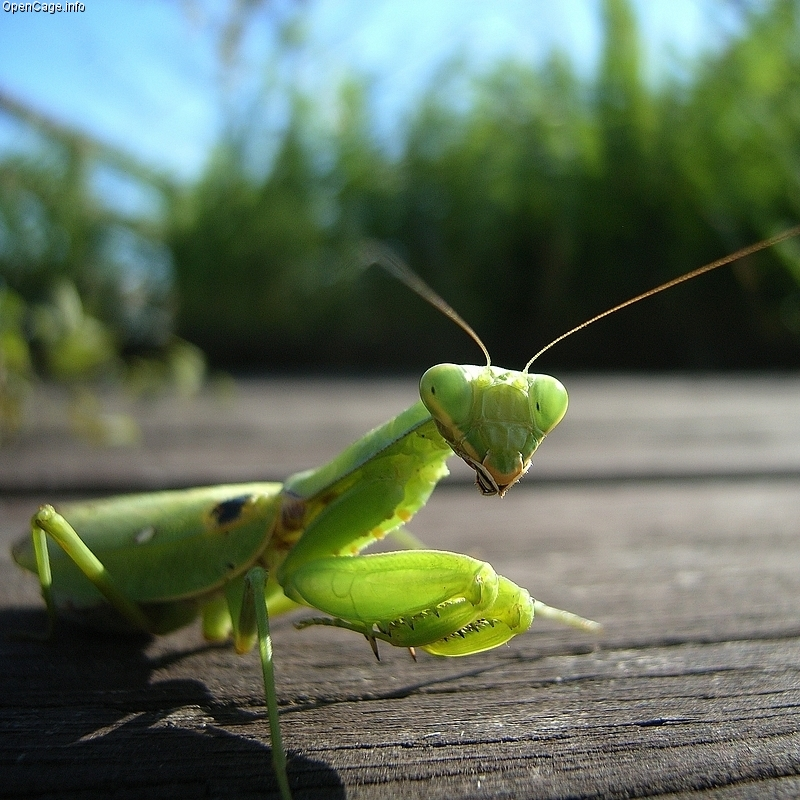
Hierodula patellifera, Японія
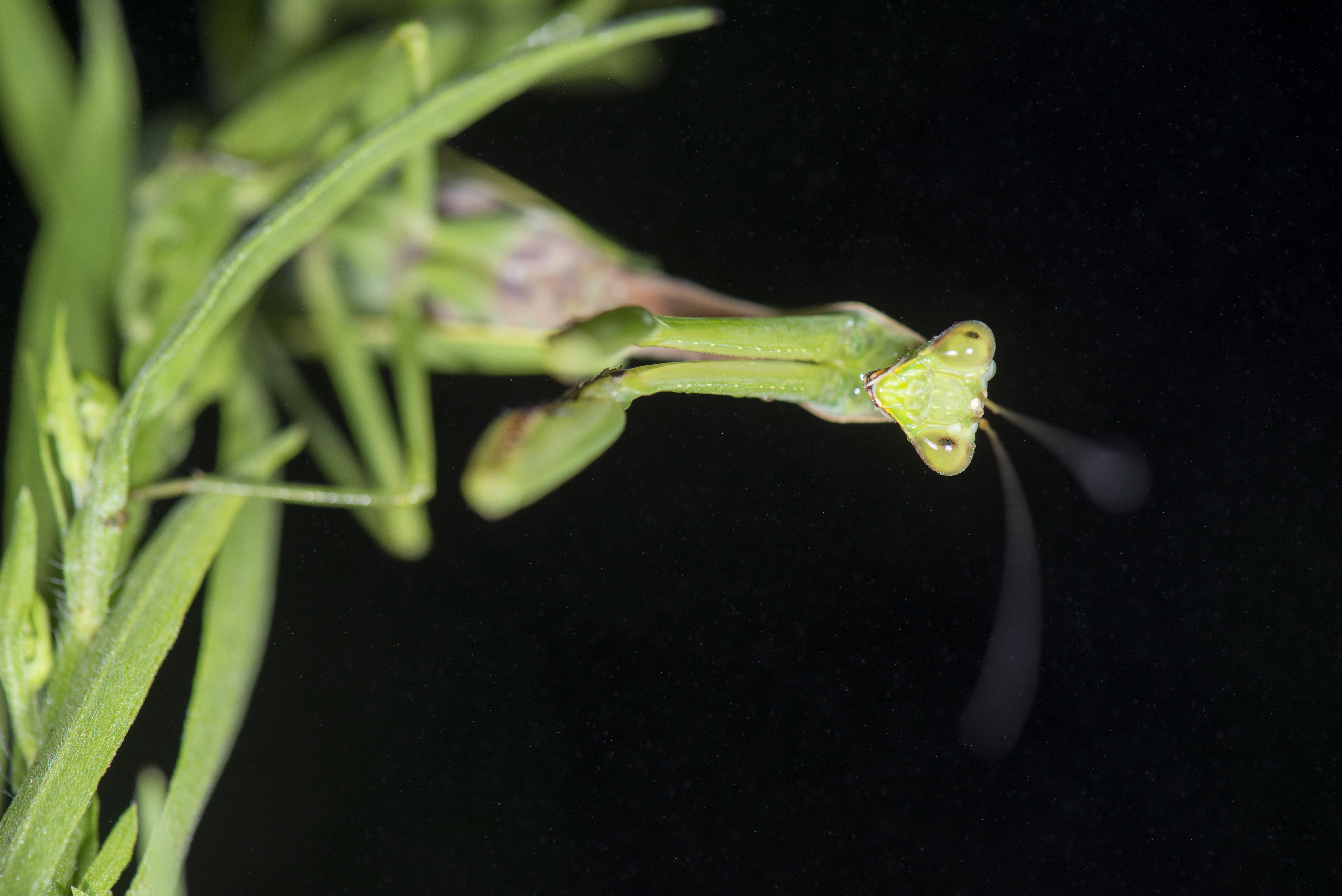
Hierodula formosana, Тайвань